# 田村政志
田村 政志（たむら まさし、1946年または1947年 - ）は、日本の自治・総務官僚、地方公務員。北海道副知事、自治大学校長、総務省行政評価局長を歴任。瑞宝中綬章受章。

## 人物・経歴
函館ラ・サール高校卒業、自治省入省、財政局財政課理事官、1988年 (昭和63年) 9月 同課企画官、1989年 (平成元年) 8月 山梨県庁に出向し総務部長、自治省に帰任し財政局交付税課長、1994年7月 北海道庁に出向し片木淳の後任として総務部長、1995年5月 鈴木弘泰の後任として林陽とともに北海道副知事。道東高速鉄道代表取締役社長を兼務。1997年6月 丸山達男と真田俊一を後任として林とともに副知事を辞職。自治省に帰任し大臣官房参事官を経て財政局地方債課長、1998年1月 財政局財政課長、1999年8月 国土庁に出向し長官官房審議官（防災局担当）。2000年には有珠山や三宅島噴火に対応した。2001年1月 総務省に転任し大臣官房審議官（税務担当）、2002年1月 自治大学校長、2003年1月 行政評価局長、2005年8月 退官。後、財団法人自治体衛星通信機構理事長。

## 栄典
- 2017年 秋の叙勲で瑞宝中綬章を受章[1]

## 著作
- 『分権時代の地方税務行政 新時代の地方自治』[20]